# Pierre Dumonstier II
Pour les articles homonymes, voir Famille Dumonstier.
Pierre Dumonstier II, aussi appelé Pierre Dumonstier le neveu, né à la fin de 1585
à Paris et mort le 26 avril 1656 au même lieu, est un dessinateur et artiste peintre français.

## Biographie
Il était fils d'Étienne Dumonstier, peintre, valet de chambre du roi Henri IV, et de Marie Lesage.  Il s'est marié par contrat du 12 novembre 1611, avec Anne Daillières,.
Peintre et valet de chambre du Roi en 1618, c'est un des plus grands maîtres du portrait aux trois crayons.
Il voyage en Flandre et en Italie. D'après Mariette, il est à Turin en 1625 : « J’ignore s’il étoit le frère ou le fils de Daniel Dumonstier. Il dessinoit comme lui des portraits en pastel, et j’en ay vu où il a écrit son nom et la datte 1625, et où l’on apprend qu’il étoit alors à Turin. Si l’on en doit juger sur cet ouvrage, il avoit une touche plus lourde que celle de Daniel. Il lui étoit inférieur. Je ne fais mention de lui que pour ne rien obmettre. » 
Tallemant des Réaux l'a rencontré à Rome. Félibien dit l'avoir rencontré à Rome en 1648.

## Famille
Les Dumonstier sont une famille de dessinateurs des XVIe et XVIIe siècles.

## Œuvre
- Portrait d'homme, 1613 ;
- Portrait d'homme, 1618, Bibliothèque nationale de France ;
- Portrait de femme, 1618, Bibliothèque nationale de France ;
- Deux têtes, l’une de femme, l’autre d’homme, avec l'inscription Dumonstier parisien fecit a Rome 1629 ;
- Tête d'homme au turban, avec l'annotation Petrus Du Monstier Parisi[…]/ faciebat Romae 1633 ;
- La main droite d’Artemisia Gentileschi tenant un pinceau ;
- Tête de Christ ;
- Main tenant un drapé.